# Wiecznie żywy (album)
Wiecznie żywy – kompilacyjna płyta zespołu Big Cyc, wydana w 2013 roku przez Universal Music dla uczczenia 25-lecia grupy. Oprócz znanych piosenek zawiera także premierowy utwór „Słoiki”, a także, nagraną w 2010 roku, piosenkę „Warto rozmawiać”. 

## Lista utworów
1. „Berlin Zachodni 2011” – 04:39
2. „Warto rozmawiać” – 03:43
3. „Nie mów o miłości” – 03:13
4. „Polska rodzina” – 04:03
5. „Mejk Lof Not Łor” – 03:12
6. „Tu nie będzie rewolucji” – 02:14
7. „Kręcimy pornola” – 03:50
8. „Guma” – 02:26
9. „Impreza w Klubie Harcerza” – 02:39
10. „Wszyscy Święci” – 03:02
11. „Rudy się żeni” – 02:50
12. „Każdy facet to świnia” – 04:23
13. „Dres” – 03:40
14. „Atakują klony” – 03:04
15. „Moherowe berety” – 03:46
16. „Dziki kraj” – 02:54
17. „Makumba” – 03:16
18. „Świat według Kiepskich” – 01:47
19. „Słoiki” – 03:11
20. „Kapitan Żbik” – 02:51
21. „Wielka miłość do babci klozetowej” – 03:53
22. „Kumple Janosika” – 03:48